# Montevarchi Calcio Aquila 1902 1997-1998
Questa voce raccoglie le informazioni riguardanti il Montevarchi Calcio Aquila 1902 nelle competizioni ufficiali della stagione 1997-1998.

## Rosa
| N. |                   | Ruolo | Calciatore          |
| -- | ----------------- | ----- | ------------------- |
|    | Italia (bandiera) | C     | Angelo Affaticato   |
|    | Italia (bandiera) | C     | Andrea Bernini      |
|    | Italia (bandiera) | C     | Stefano Botteghi    |
|    | Italia (bandiera) | D     | Andrea Capecchi     |
|    | Italia (bandiera) | A     | Francesco Caruso    |
|    | Italia (bandiera) | C     | Christian Cimarelli |
|    | Italia (bandiera) | A     | Bernardo Corradi    |
|    | Italia (bandiera) | C     | Andrea Del Bianco   |
|    | Italia (bandiera) | D     | Lorenzo Fiale       |
|    | Italia (bandiera) | D     | Alessandro Gola     |
|    | Italia (bandiera) | C     | Roberto Labardi     |

| N. |                     | Ruolo | Calciatore            |
| -- | ------------------- | ----- | --------------------- |
|    | Italia (bandiera)   | P     | Paolo Mancini         |
|    | Italia (bandiera)   | D     | Claudio Maretti       |
|    | Italia (bandiera)   | A     | Francesco Masi        |
|    | Italia (bandiera)   | C     | Paolo Michelini       |
|    | Svizzera (bandiera) | C     | Marzio Morocutti      |
|    | Italia (bandiera)   | C     | Federico Nofri Onofri |
|    | Italia (bandiera)   | D     | Valiant Rosati        |
|    | Italia (bandiera)   | D     | Dario Rossi           |
|    | Italia (bandiera)   | A     | Mauro Salvagno        |
|    | Italia (bandiera)   | D     | Paolo Tarini          |
|    | Italia (bandiera)   | P     | Cristian Tosti        |

## Risultati

### Campionato

#### Girone di andata
| 31 agosto 1997 1ª giornata | Montevarchi | 2 – 2 | Alessandria |  |

| 7 settembre 1997 2ª giornata | Livorno | 1 – 0 | Montevarchi |  |

| 14 settembre 1997 3ª giornata | Montevarchi | 2 – 2 | Brescello |  |

| 21 settembre 1997 4ª giornata | Fiorenzuola | 0 – 0 | Montevarchi |  |

| 28 settembre 1997 5ª giornata | Montevarchi | 1 – 1 | Como |  |

| 5 ottobre 1997 6ª giornata | Lumezzane | 2 – 2 | Montevarchi |  |

| 12 ottobre 1997 7ª giornata | Montevarchi | 0 – 2 | Cesena |  |

| 19 ottobre 1997 8ª giornata | Modena | 3 – 0 | Montevarchi |  |

| 26 ottobre 1997 9ª giornata | Montevarchi | 3 – 1 | Prato |  |

| 9 novembre 1997 10ª giornata | Saronno | 2 – 2 | Montevarchi |  |

| 16 novembre 1997 11ª giornata | Montevarchi | 3 – 0 | Siena |  |

| 23 novembre 1997 12ª giornata | Pistoiese | 0 – 0 | Montevarchi |  |

| 30 novembre 1997 13ª giornata | Montevarchi | 2 – 0 | Carrarese |  |

| 14 dicembre 1997 14ª giornata | Alzano Virescit | 2 – 0 | Montevarchi |  |

| 21 dicembre 1997 15ª giornata | Montevarchi | 2 – 2 | Lecco |  |

| 28 dicembre 1997 16ª giornata | Cremonese | 2 – 1 | Montevarchi |  |

| 11 gennaio 1998 17ª giornata | Montevarchi | 1 – 2 | Carpi |  |

#### Girone di ritorno
| 18 gennaio 1998 18ª giornata | Alessandria | 2 – 0 | Montevarchi |  |

| 25 gennaio 1998 19ª giornata | Montevarchi | 1 – 0 | Livorno |  |

| 1º febbraio 1998 20ª giornata | Brescello | 2 – 0 | Montevarchi |  |

| 8 febbraio 1998 21ª giornata | Montevarchi | 1 – 0 | Fiorenzuola |  |

| 15 febbraio 1998 22ª giornata | Como | 0 – 1 | Montevarchi |  |

| 22 febbraio 1998 23ª giornata | Montevarchi | 0 – 1 | Lumezzane |  |

| 1º marzo 1998 24ª giornata | Cesena | 1 – 0 | Montevarchi |  |

| 8 marzo 1998 25ª giornata | Montevarchi | 1 – 0 | Modena |  |

| 15 marzo 1998 26ª giornata | Prato | 0 – 0 | Montevarchi |  |

| 22 marzo 1998 27ª giornata | Montevarchi | 1 – 1 | Saronno |  |

| 5 aprile 1998 28ª giornata | Siena | 0 – 0 | Montevarchi |  |

| 11 aprile 1998 29ª giornata | Montevarchi | 2 – 0 | Pistoiese |  |

| 19 aprile 1998 30ª giornata | Carrarese | 1 – 0 | Montevarchi |  |

| 26 aprile 1998 31ª giornata | Montevarchi | 0 – 1 | Alzano Virescit |  |

| 3 maggio 1998 32ª giornata | Lecco | 1 – 1 | Montevarchi |  |

| 10 maggio 1998 33ª giornata | Montevarchi | 0 – 0 | Cremonese |  |

| 17 maggio 1998 34ª giornata | Carpi | 0 – 0 | Montevarchi |  |